# (7723) Люггер
(7723) Люггер (англ. Lugger) — медленно вращающийся астероид, относящийся к группе астероидов пересекающих орбиту Марса, который был открыт 28 августа 1952 года в рамках проекта IAP в обсерватории им. Гёте Линка и назван в честь Филлис Люггер (англ. Phyllis Lugger), астронома университета Индианы.

Орбита астероида Люггер и его положение в Солнечной системе